# Jean de Noailles
Jean-Louis-Paul-François de Noailles, V duca di Noailles (Parigi, 26 ottobre 1739 – Parigi, 20 ottobre 1824), è stato un nobile e scienziato francese.

## Biografia
Era figlio di Louis, IV duc de Noailles, fu nell'esercito per un periodo. Tuttavia, la sua eminenza come chimico, gli guadagnarono l'elezione a membro della Académie des sciences nel 1777. Fu Cavaliere del Toson d'Oro.
Divenne duc d'Ayen nel 1766 alla morte di suo nonno e duc de Noailles alla morte del padre nel 1793. Essendo emigrato nel 1792, visse in Svizzera fino alla Restaurazione nel 1814, quando assunse la sua sede come pari di Francia.
La sua prima moglie, Henriette Anne Louise d'Aguesseau, gli diede otto figli:
- Adrien Paul Louis (17 settembre 1756 - 7 settembre 1757).
- Anne Jeanne Baptiste Louise (11 novembre 1758 - 22 luglio 1794), sposò suo cugino il Viscomte d'Ayen.
- Marie-Adrienne-Françoise (2 novembre 1759 - 24 dicembre 1807), moglie del marquis de La Fayette.
- una figlia (nata e morta l'11 dicembre 1760).
- Françoise Antoinette Louise (3 settembre 1763 - 3 agosto 1788), Comtesse de Thezan du Pourjol.
- Anne Paule Dominique (22 giugno 1766 - 29 gennaio 1839), Marquise de Pouzols, Marquise de Montagu.
- Angélique Françoise d'Assise Rosalie (1º agosto 1767 - 16 febbraio 1833), Marquise de Grammont.
- Louis Gabriel (19 agosto 1768 - 26 luglio 1770).

In quanto militare reale, il Duca fu via dalle sue proprietà durante gran parte della Rivoluzione francese, e non fu presente al momento della morte di suo padre, in seguito al quale divenne duc de noailles. La sua assenza gli risparmio di essere arrestato insieme con la maggior parte dei suoi parenti per ordine di Robespierre nel maggio 1794. Il 22 luglio di quell'anno la sua settantenne madre (la vedova Duchessa Françoise de Noailles), sua moglie (la Duchessa Henriette Anne Louise), la loro figlia maggiore Louise (la Viscomte d'Ayen [in virtù del matrimonio con suo cugino Marc Antoine de Noaille]), e la loro secondogenita Adrienne de la Fayette furono condannate alla ghigliottina; Adrienne fu risparmiata all'ultimo momento (probabilmente dovuto ad un intervento americano) solo dopo che sua nonna, sua madre e sua sorella furono decapitate sotto i suoi occhi. Il Duca apprese delle loro morti settimane dopo; la sua famiglia, perse, durante la Rivoluzione, molti altri membri incluso due suoi zii e numerosi cugini e partenti acquisiti.
Il Duca andò in un'auto imposto esilio in Svizzera per il resto della guerra tornando in Francia e la sua proprietà devastate dopo che Napoleone e il Direttorio restaurarono un certo ordine.
Per mezzo degli sforzi di sua figlia la Marchesa di La Fayette, la cui famiglia del marito patì molto durante la Rivoluzione, una parte della sua, una volta, immensa fortuna fu ripristinata.
Sebbene il Duca si risposò nel 1796 con la Baronessa Wilhelmine Justine of Mosheim (madre di Yury Golovkin), non ebbe altri figli e gli sopravvisse solo uno dei suoi otto figli. Non avendo figli maschi ed essendo sopravvissuto ai suoi nipoti, gli successe come duc de Noailles suo pronipote Paul.

## Fonti
- (EN) Hugh Chisholm (a cura di), Noailles, in Enciclopedia Britannica, XI, Cambridge University Press, 1911.
- Information on the genealogy of this Noailles line, su angelfire.com.
- Généalogie de Carné, su a.decarne.free.fr. URL consultato il 15 settembre 2011 (archiviato dall'url originale il 20 luglio 2011).